# Lophodonitis minettii
Lophodonitis minettii är en skalbaggsart som beskrevs av Moretto 2011. Lophodonitis minettii ingår i släktet Lophodonitis och familjen bladhorningar. Inga underarter finns listade i Catalogue of Life.